# Grotle (Pokémon)
Grotle is een gras-pokémon (in de originele Japanse versie: ハヤシガメ). De naam is afgeleid van twee Engelse woorden, namelijk grove (kreupelhout) en turtle (schildpad). Grotle is de geëvolueerde vorm van Turtwig.
De Grotle leeft 's nachts bij wateren in bossen. Hij kan evolueren tot Torterra vanaf level 32.

## Ruilkaartenspel
Er bestaan vier standaard-Grotle-kaarten, met elk het type Grass als element.